# Margarita Montllor
Margarita Montllor, född 1575, död 1619, var en spansk kvinna som avrättades för häxeri. Hon var en av de åtalade i häxprocessen i Terrassa.
Hon var gift med Bernat Tafaner, en ullvävare i Terrassa. Hennes familjeliv var stökigt, med våldsamma bråk som uppmärksammades av grannarna. Hon ställdes första gången inför rätta för trolldom 1615. Hon frikändes eftersom hon överfördes från världslig domstol till Spanska inkvisitionen, som ogillade häxprocesser. Efter denna incident ska hon ha blivit mentalt obalanserad, och blivit ansedd som konstig. Under den stora häxjakten i Katalonien 1615–1630 anklagades hon ännu en gång 1619. I samband med en period av naturkatastrofer anklagades många av dessa kvinnor för att ha framkallat hagel och för att ha orsakat sina grannars sjukdom och död. Hon torterades och erkände sig skyldig. Hon avrättades genom hängning.